# 루트 로렌소
루트 로렌소(Ruth Lorenzo, 1982년 11월 10일 ~ )는 스페인의 가수이다.